# ألان سكانلان
ألان سكانلان هو مدرس وسياسي أسترالي، ولد في 23 يونيو 1931 في كولفيلد ‏ في أستراليا. نشط حزبياً في حزب أستراليا الليبرالي (الفرع الفيكتوري) ‏. وقد انتخب عضو الجمعية التشريعية  في فيكتوريا ‏ عن دائرة Electoral district of Oakleigh ‏ (15 يوليو 1961 – 4 مايو 1979).